# Une adresse chic
Une adresse chic (France) ou Chambre en haute ville (Québec) (Waverly Hills 9021-D'oh) est le 19e épisode de la saison 20 de la série d'animation Les Simpson.

## Synopsis
À la suite d'une brève visite à l'école élémentaire de Springfield, Marge constate l'état déplorable de l'enseignement qui y est prodigué. Elle et Homer décident alors de louer un appartement à Waverly Hills afin que Bart et Lisa puissent être inscrits à l'école du quartier qui bénéficie d'une meilleure réputation. Toutefois, un inspecteur de l'établissement doit faire une visite surprise à l'appartement pour s'assurer que la famille y habite bien. Pour donner le change, Homer est obligé de s'y installer quelque temps.